# Don Galloway
Donald Poe Galloway, detto Don (Brooksville, 27 luglio 1937 – Reno, 8 gennaio 2009), è stato un attore statunitense, noto al pubblico televisivo in particolare per la sua interpretazione del sergente Ed Brown nella serie televisiva Ironside dal 1967 al 1975.

## Biografia
Dal 1955 al 1957 fu nell'esercito USA di stanza in Germania. Si laureò in seguito all'Università del Kentucky e si trasferì a New York: dopo un'apparizione off-Broadway (Bring Me Home a Warm Body)
cominciò a lavorare sul piccolo schermo, dove si svolgerà in prevalenza la sua carriera. Nel 1962 apparve nella soap opera The Secret Storm e proseguì con alcune apparizioni in serie TV di successo degli anni Sessanta, quali L'ora di Hitchcock e Il virginiano.
Entrò nel cast principale della serie Sotto accusa nel ruolo di Mitchell Harris (26 episodi del 1963 al 1964), prima di recitare nel suo ruolo più noto, quello del detective e sergente Ed Brown, la spalla del protagonista Robert T. Ironside (Raymond Burr) nella serie Ironside (195 episodi) e nel seguito, il film tv Il ritorno di Ironside (1993).
Proseguì la sua attività fino al 1993 alternandosi tra episodi di serie TV, soap opera e sitcom: tra i vari ruoli, da segnalare quello di Patrick Knelman in alcuni episodi di Dallas (1990). Sporadiche le apparizioni al cinema, dove si segnala il ruolo ne Il grande freddo (1983) di Lawrence Kasdan.

## Filmografia parziale

### Cinema
- Rancho Bravo (The Rare Breed), regia di Andrew V. McLaglen (1966)
- Sparatorie ad Abilene (Gunfight in Abilene), regia di William Hale (1967)
- Il bandito nero (Ride to Hangman's Tree), regia di Alan Rafkin (1967)
- Due stelle nella polvere (Rough Night in Jericho), regia di Arnold Laven (1967)
- Il grande freddo (The Big Chill), regia di Lawrence Kasdan (1983)
- Congiunzione di due lune (Two Moon Junction), regia di Zalman King (1988)
- Ma chi me l'ha fatto fare? (Clifford), regia di Paul Flaherty (1994)
- Doom Generation, regia di Gregg Araki (1995)

### Televisione
- L'ora di Hitchcock (The Alfred Hitchcock Hour) – serie TV, episodio 1x27 (1963)
- Sotto accusa (Arrest and Trial) – serie TV, 26 episodi (1963-1964)
- Il virginiano (The Virginian) – serie TV, episodi 1x30-5x06 (1963-1966)
- Carovane verso il West (Wagon Train) – serie TV, episodio 8x25 (1965)
- Convoy – serie TV, episodio 1x13 (1965)
- I giorni di Bryan (Run for Your Life) – serie TV, episodio 1x20 (1966)
- Ironside – serie TV, 195 episodi (1967-1975)
- Charlie's Angels – serie TV, episodio 3x12 (1978)
- Fantasilandia (Fantasy Island) – serie TV, 4 episodi (1980-1984)
- General Hospital – serie TV, 39 episodi (1985-1987)
- Dallas – serie TV, 4 episodi (1990)
- Perry Mason: Una ragazza intraprendente (Perry Mason: The Case of the Defiant Daughter) – film TV (1990)
- La signora in giallo (Murder, She Wrote) – serie TV, episodi 5x18-7x17 (1989-1991)
- Il ritorno di Ironside (The Return of Ironside), regia di Gary Nelson – film TV (1993)

## Doppiatori italiani
Nelle versioni in italiano delle opere in cui ha recitato, Don Galloway è stato doppiato da:
- Cesare Barbetti in Rancho Bravo, Il grande freddo
- Glauco Onorato in Sparatorie ad Abilene
- Gianfranco Bellini in Due stelle nella polvere
- Sandro Iovino in Ironside (2ª voce, edizione Rai)
- Claudio De Davide in Ironside (edizione Mediaset)
- Romano Ghini in Charlie's Angels
- Stefano Carraro in General Hospital
- Romano Malaspina in La signora in giallo (ep. 5x18)
- Renato Cortesi in La signora in giallo (ep. 7x17)
- Sergio Di Giulio ne Il ritorno di Ironside